# Jakoby těhotná
Jakoby těhotná (v anglickém originále Kinda Pregnant) je americký komediální film z roku 2025, který režíroval Tyler Spindel, napsaly ho Julie Paiva a Amy Schumerová a v hlavních rolích se objevili Schumerová, Jillian Bellová, Brianne Howeyová a Will Forte. Vypráví příběh čtyřicetileté učitelky Lainy, která začne závidět, když její celoživotní nejlepší kamarádka a kolegyně Kate a další spolupracovnice otěhotní, což ji vede k tomu, že ukradne falešné těhotenské břicho a předstírá těhotenství.
Film byl vydán 5. února 2025 na streamovací platformě Netflix a od kritiků získal vesměs negativní hodnocení.

## Děj
Lainy a její nejlepší kamarádka Kate si jako děti hrály na maminky. V dospělosti obě učí na stejné škole. Kate se vdala a čeká dítě. Lainy čeká, že ji její přítel Dave požádá o ruku, ale ten navrhne trojku, což ji rozčílí. Další den ve škole vyhoří a omylem spustí požární poplach. Později se dozví o Katině těhotenství.
Zjistí, že další učitelka Shirley je těhotná, a při návštěvě obchodu si Lainy z legrace nasadí těhotenský polštář. Líbí se jí, jak se k ní lidé chovají, a rozhodne se těhotenství předstírat. Začne navštěvovat kurzy pro těhotné, kde se spřátelí s Megan a pozná jejího bratra Joshe.
Lainy se s Joshem sblíží, zatímco skrývá pravdu. Kolegyně Fallon na ni tlačí, ať s předstíráním přestane. Když se Lainy a Josh spolu vyspí, stále mu tají, že není těhotná. Nakonec se věc provalí na Kateině oslavě, kde jí vypadne pečené kuře ze šatů a všem přizná pravdu. Megan i Josh jsou zklamaní.
Lainy se ale s Megan i Kate usmíří a nakonec přizná Joshovi svou lásku i skutečné jméno. Dave se ještě vrací, ale Lainy ho odbude. Nakonec se vrátí ke své práci učitelky. Josh přijede na stroji na úpravu ledových ploch a vyzná jí lásku. Společně odjíždějí, i když po cestě způsobí menší katastrofu.